# Eric S. Rosengren

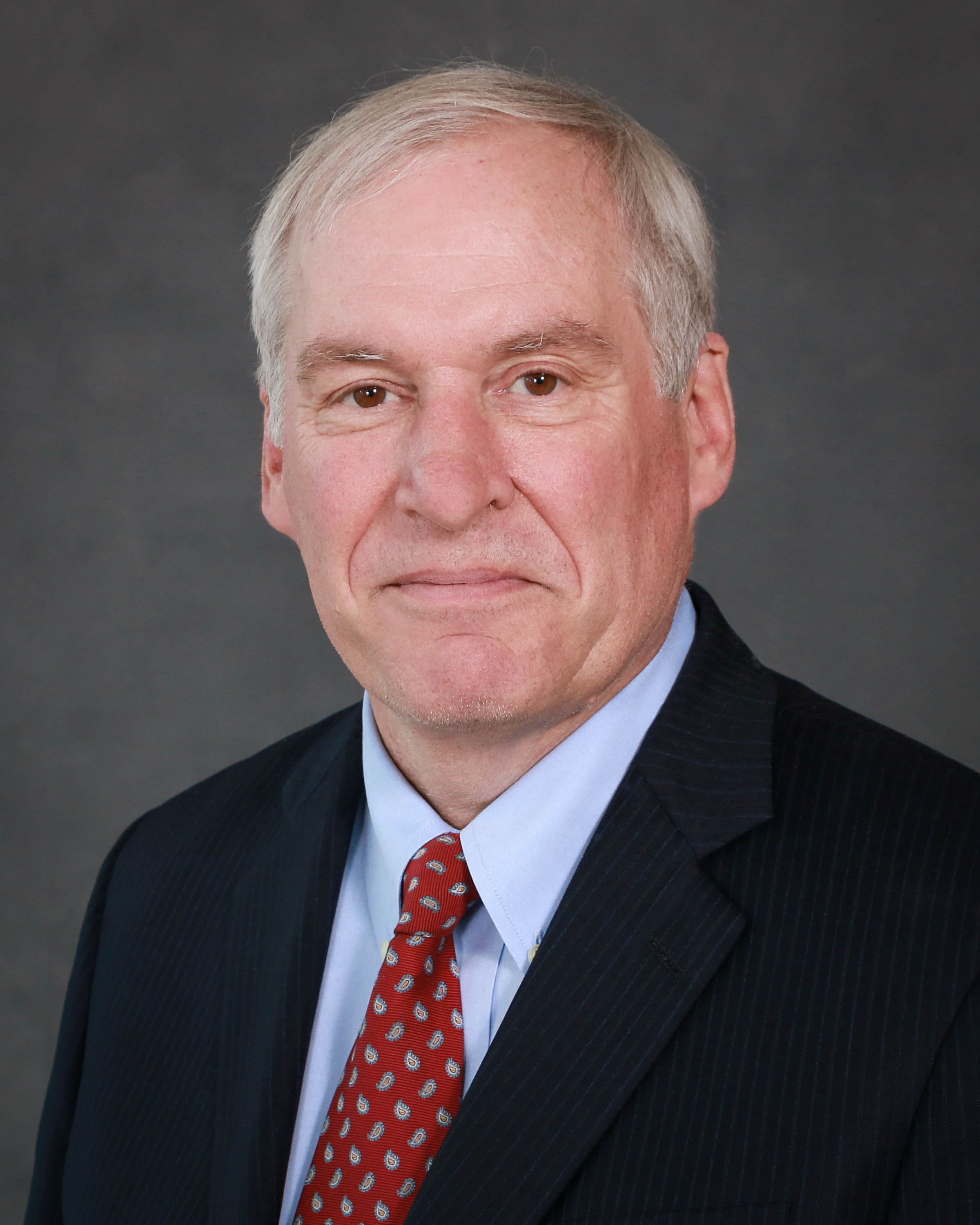
Eric S. Rosengren, 2015

Eric S. Rosengren (* 3. Juni 1957 in Ridgewood, New Jersey) ist ein US-amerikanischer Wirtschaftswissenschaftler und Banker, der seit 2007 Präsident und Chief Executive Officer (CEO) der Federal Reserve Bank of Boston ist.

## Leben
Rosengren absolvierte nach dem Schulbesuch ein grundständiges Studium der Wirtschaftswissenschaften am Colby College, das er 1979 mit einem Bachelor of Arts in Economics (B.A. Economics) abschloss. Ein postgraduales Studium der Wirtschaftswissenschaften an der University of Wisconsin–Madison beendete er zunächst 1984 mit einem Master of Science in Economics (M.S. Economics), ehe er dort 1986 auch einen Doctor of Philosophy (Ph.D. in Economics) erwarb.
Bereits während des Ph.D.-Studiums begann Rosengren 1985 seine Tätigkeit bei der Federal Reserve Bank of Boston als Forschungswirtschaftswissenschaftler und war in diesem Bereich bis 2000 tätig, wobei er 1989 zunächst zum Assistierenden Vizepräsidenten sowie 1991 zum Vizepräsidenten ernannt wurde. Zwischen 2000 und 2005 übernahm er die Funktion als Leitender Vizepräsident und Direktor der Aufsichts- und Regulierungsabteilung und war als solcher von 2003 bis 2007 auch Chefbeauftragter für Diskontierungen. Daneben fungierte er zwischen 2005 und 2007 als Exekutivvizepräsident und Direktor der Aufsichts- und Regulierungsabteilung.
Am 24. Juli 2007 wurde Rosengren Nachfolger von Cathy E. Minehan als Präsident und Chief Executive Officer (CEO) der Federal Reserve Bank of Boston, der für die Bundesstaaten Connecticut, Maine, Massachusetts, New Hampshire, Rhode Island und Vermont zuständigen Regionalbank des Federal Reserve System mit Sitz in Boston.
Im Februar 2014 bezeichnete Rosengren die Arbeitslosenquote der USA als weiterhin problematisch und forderte deshalb, dass die Federal Reserve Bank ausdauernde Ansätze hinsichtlich von Stimulierungsmaßnahmen zur Beschleunigung des Wirtschaftswachstums zurückziehen müsste, weil Millionen US-Amerikaner Vollzeitarbeitsplätze haben wollten, aber nur Teilzeitbeschäftigungen annehmen könnten.
Eric S. Rosengren ist Jude. Nach eigenen Angaben stammte einer seiner Großväter aus Schweden.